# Meszókhrisz
Meszókhrisz (görög Μεσώχρις) Manethón munkájában szereplő, Sextus Iulius Africanus kompilációjában fennmaradt név az ókori Egyiptom III. dinasztiájának korában. Manethón szerint a dinasztia negyedik, 17 évig regnáló uralkodója, Τοσέρτασις (Toszertaszisz) utódja és Σωύφις (Szóüphisz) elődje.
A III. dinasztia kora a jelenleg Szehemhettel azonosított Τοσέρτασις után homályos, Szehemhet utódja nem nevezhető meg biztosan, öt uralkodónév is szóba jöhet, akiknek személye és uralkodásuk sorrendje nem ismert kellőképpen. Ezért Jürgen von Beckerath és Rainer Hannig szerint Manethón adataira támaszkodva Noferkaré vagy Nebka a valószínű. A nevek talán azért nem hasonlítanak, mert a Meszókhrisz a születési névből keletkezett, amit viszont az említett két királynál nem ismerünk. Thomas Schneider II. Hudzsefát vagy Hunit sejti benne, Nabil Swelim elmélete szerint viszont Szanaht trónneve lehet.
Manethón Jeromos-féle latin fordításában Momcheiri a neve, aki 79 évig uralkodott.

## Fordítás
- Ez a szócikk részben vagy egészben  a   Mesochris című német Wikipédia-szócikk ezen változatának fordításán alapul.  Az eredeti cikk szerkesztőit annak laptörténete sorolja fel. Ez a jelzés csupán a megfogalmazás eredetét és a szerzői jogokat jelzi, nem szolgál a cikkben szereplő információk forrásmegjelöléseként.

| Előző uralkodó: Toszertaszisz | Egyiptom uralkodója i. e. 27. század III. dinasztia | Következő uralkodó: Szóüphisz |